# Hapalophragmium millettiae-rhodanthae
Hapalophragmium millettiae-rhodanthae är en svampart som beskrevs av Vienn.-Bourg. 1952. Hapalophragmium millettiae-rhodanthae ingår i släktet Hapalophragmium och familjen Raveneliaceae.   Inga underarter finns listade i Catalogue of Life.